# Hugh Robertson (homme politique)
Hugh Michael Robertson, né le 9 octobre 1962 à Canterbury, est un politicien du parti conservateur britannique.
Robertson est membre du parlement pour la circonscription de Faversham and Mid Kent depuis 2001. Il était ministre d'État des Affaires étrangères et du Commonwealth jusqu'au 14 juillet 2014 et il a été ministre des Sports et des Jeux olympiques entre 2010 et 2013.
En juillet 2024, il est élue= en tant que membre individuel indépendant.

## Liens externes

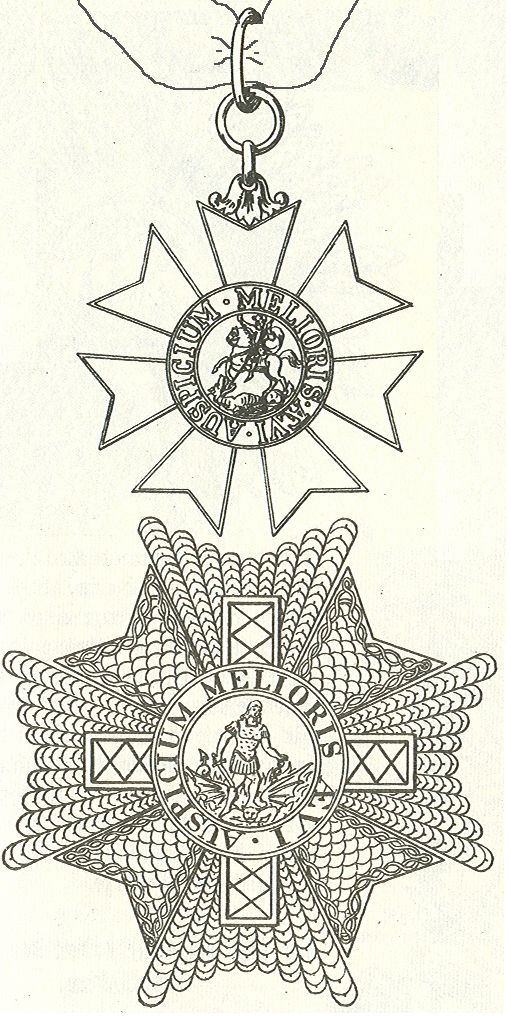
Insigne de KCMG